# Referendo constitucional em Nauru em 2010
O referendo constitucional nauruano de 2010 foi realizado em 27 de fevereiro. Foram votadas emendas na Constituição. O motivo principal da convocação da população às urnas é a forma de eleger o presidente (diretamente ao invés de pelo Parlamento) uma mudança para um presidente eleito diretamente (em vez de um escolhido pelo parlamento), além de um reforço dos direitos humanos (legislação, mas também uma clarificação da repartição de competências e outras alterações menos notável). É necessária uma maioria de no mínimo dois terços dos votos para validar as mudanças previstas. Todas as mudanças só terão efeito a partir do dia da próxima eleição geral, que provavelmente será realizada em maio ou junho de 2011.

## Resultados
A proposta foi rejeitada com um total de 3.000, dos 4.400 totais (78%).